# Willem Hendrik Eickelberg

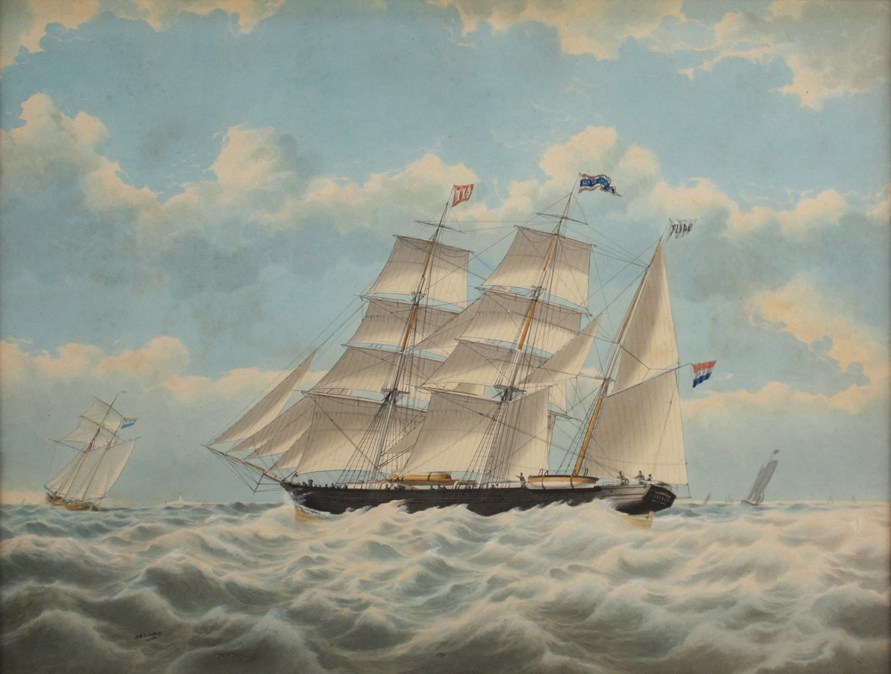
Studium eines niederländischen Segelschiffes

Willem Hendrik Eickelberg (* 13. Juli 1845 in Amsterdam; † 31. Juli 1920 in Hilversum) war ein niederländischer Veduten- und Marinemaler sowie Lithograf.
Willem Hendrik Eickelberg war ab 1867 Schüler der Rijksakademie van beeldende kunsten Amsterdam und des Johan Diderik Cornelis Veltens (1814–1894). Er arbeitete bis 1878 in Amsterdam, danach bis 1882 in Hilversum und von 1885 bis 1892 in Nieuwer-Amstel. Zwischen 1892 und 1904 wirkte er in Blaricum und danach wieder in Hilversum. Von Oktober 1915 bis Juli 1916 befand er sich in einer Nervenheilanstalt in Den Dolder.
Eickelberg malte hauptsächlich Veduten und einige Strandansichten. Er lithografierte auch und unterrichtete unter anderem Johan Antonie de Jonge.
Das Nederlands Historisch Scheepvaartmuseum in Amsterdam und das Rijksmuseum Kröller Möller in Otterlo besitzen einige seiner Arbeiten.